# Masapelid
Masapelid (Masapelid Island) es una isla situada en Filipinas, adyacente a la de Mindanao. La parte norte corresponde al término municipal de Taganaán, mientras que la sur corresponde al de Placer, ambos pertenecientes a la provincia de Surigao del Norte, situada en la Región Administrativa de Caraga y también denominada Región XIII.

## Geografía
Isla situada  15 km al sureste  de la ciudad de  Surigao; al sur de la isla de Bilabid; al este de la bahía de Cagutsán en el canal de Gutuán, frente a la isla de Talavera.
Al noroeste el canal de Masapelid separa esta isla  de las de Condona, Maanoc y las de Tinago, sirviendo de acceso por mar a la Población de Taganaán.

## Comunicaciones
Hay vuelos comerciales diarios desde Manila a las ciudades de Surigao y de Butuan.
El trayecto  por barco desde Surigao a la isla tiene una duración de 90 minutos, mientras que desde la ciudad costera de Placer la duración es de 30 minutos.

## Localidades
La isla cuenta con una población de 4.744 habitantes repartidos entre dos municipios: La parte norte corresponde a Taganaán, 2.285 habitantes entre los barrios de Fabio de Masapelid (Bingag), Caguilán (Cawilan) y Patiño.
La parte sur de Placer, 2.359 habitantes entre los barrios de Ellaperal (Nonok), Sani-sani y Lacandola (Lakandula).
En la siguiente relación figuran los barrios ordenados de norte a sur:
- Fabio de Masapelid (Bingag), 305 habitantes.
- Caguilán (Cawilan), 1.139 habitantes.
- Patiño, 841 habitantes.
- Ellaperal (Nonok), 1.002 habitantes.
- Sani-sani, 442 habitantes.
- Lacandola (Lakandula), 915 habitantes.

## Economía
La explotación de la vena minera de oro  comienza antes de la Segunda Guerra Mundial, entonces la mina  Layong, en el lado oriental de la isla, producía 20.666 toneladas.
Las venas de Layong y de San Manuel se extienden hacia el suroeste de Layab en el lado oriental de la isla de conteniendo además de oro plata, plomo, zinc y minerales de cobre de menor importancia.
San Manuel Mining Corporation (SMMC) y Bundok Mineral Resources Corporation (BMRC).